# Silke Brix
Silke Brix (* 1951 in Probsteierhagen) ist eine deutsche Illustratorin von Kinderbüchern.

## Leben
Sie studierte an der Fachhochschule für Gestaltung in Hamburg und illustriert seit 1986, zunächst unter dem Namen Brix-Henker, Kinderbücher unter anderem von Kirsten Boie über das Meerschweinchen King-Kong, Linnea und Lena. 2003 erschien ihr erstes eigenes Bilderbuch Ich komm ja schon. Im Fernsehen ist sie unter anderem für die Reihe Siebenstein im ZDF tätig.
Brix lebt in Hamburg.

## Werke

### Bilderbücher
- Kirsten Boie: Alles total geheim. Oetinger Verlag, 1990. ISBN 978-3-7891-6302-9
- Kirsten Boie: Klar, daß Mama Ole/Anna lieber hat: Zwei Bilderbücher in einem Bilderbuch. Oetinger Verlag, 1994. ISBN 978-3-7891-6311-1
- Heinz Janisch: Heut bin ich stark. Betz Verlag, 2000. ISBN 3-219-10828-8
- Silke Brix: Ich komm ja schon!. Oetinger Verlag, 2003. ISBN 978-3-7891-6344-9
- Silke Brix: Ich kann das auch!. Oetinger Verlag, 2006. ISBN 978-3-7891-6347-0

### Erstlesebücher
- Achim Bröger: Der kleine Bücherbär: Nickel will die Eltern tauschen. Arena Verlag, 1994. ISBN 978-3-401-07457-3
- Achim Bröger: Der kleine Bücherbär: Nickel auf Piratenjagd. Arena Verlag, 1997. ISBN 978-3-401-07458-0
- Jana Frey: Lesespatz: Jasper hat doch keine Angst. Loewe Verlag, 2002. ISBN 978-3-7855-3019-1
- Katharina Kühl: Lesefant. Alexandra Superfetzig. Loewe Verlag, 2002. ISBN 978-3-7855-2895-2
- Isabel Abedi: Leselöwen: Popstargeschichten. Loewe Verlag, 2008. ISBN 978-3-7855-4126-5

aus der Reihe Sonne, Mond und Sterne
- Kirsten Boie: Krippenspiel mit Hund. Oetinger Verlag, 1997. ISBN 978-3-7891-0546-3
- Wolfram Hänel: Irik, der Wikinger. Der Große Sturm. Oetinger Verlag, 2010. ISBN 978-3-7891-0657-6
- Martina Baumbach: Familie von Schauerburg zieht ein. Oetinger Verlag, 2010. ISBN 978-3-7891-0664-4
- Wolfram Hänel: Irik, der Wikinger. Gefahr im Nebelmoor. Oetinger Verlag, 2010. ISBN 978-3-7891-0728-3
- Sabine Neuffer: Flinker Fuß besiegt die Bleichgesichter. Oetinger Verlag, 2010. ISBN 978-3-7891-1192-1
- Sabine Neuffer: Familie von Schauerburg. Vampirjäger im Pfarrhaus. Oetinger Verlag, 2011. ISBN 978-3-7891-0735-1

### Kinder- und Jugendbücher
- Kirsten Boie: Sophies schlimme Briefe. Oetinger Verlag, 1995. ISBN 978-3-7891-3110-3
- Kirsten Boie: Prinzessin Rosenblüte. Oetinger Verlag, 1995. ISBN 978-3-7891-3112-7
- Kirsten Boie: Entschuldigung, flüsterte der Riese. Oetinger Verlag, 1999. ISBN 978-3-7891-6067-7
- Carolin Philipps: Milchkaffee und Streuselkuchen. Ueberreuter Verlag, 2000. ISBN 978-3-8000-2455-1
- Katja Reider: Tom in der Tinte. Omnibus Verlag, 2001. ISBN 978-3-570-12634-9
- Sören Olsson/Anders Jacobsson: Niklas und sein schusseliger Papa. Oetinger Verlag, 2002. ISBN 978-3-7891-4423-3
- Kirsten Boie: Prinzessin Rosenblüte. Wach geküsst! Oetinger Verlag, 2007. ISBN 978-3-7891-3164-6
- Marko Simsa: Peter und der Wolf: Sinfonisches Märchen für Kinder von Sergej Prokofjew. Jumbo Neue Medien & Verlag, 2008. ISBN 978-3-8337-2053-6
- Marko Simsa: Das Zookonzert: Eine sinfonische Geschichte für Kinder. Jumbo Neue Medien & Verlag, 2009. ISBN 978-3-8337-2418-3
- Kirsten Boie: Paule ist ein Glücksgriff. Oetinger Verlag, 2010. ISBN 978-3-7891-3175-2
- Marko Simsa: Murmels kleine Nachtmusik. Jumbo Neue Medien & Verlag, 2011. ISBN 978-3-8337-2813-6
- Ulrich Maske: Ein Kuss von Papa Igel. Jumbo Neue Medien & Verlag, 2011. ISBN 978-3-8337-2734-4
- Anne Steinwart: Hotte und das Unzelfunzel. Loewe Verlag, 2013, ISBN 978-3-7855-7613-7
- Marko Simsa: Der Nussknacker. Jumbo Neue Medien & Verlag, 2013. ISBN 978-3-8337-3133-4
- Marko Simsa: Mozart für Kinder. Nachtmusik und Zauberflöte. Jumbo Neue Medien & Verlag, 2013. ISBN 978-3-8337-3075-7
- Jana Frey: Achtung, streng geheim!. Loewe Verlag, 2014, ISBN 978-3-7855-7916-9
- Marko Simsa: Klassik-Hits für Kinder. Jumbo Neue Medien & Verlag, 2014. ISBN 978-3-8337-3308-6
- Ulrich Maske: Ein Sommernachtstraum. Jumbo Neue Medien & Verlag, 2014. ISBN 978-3-8337-3242-3

### Reihen
King-Kong von Kirsten Boie
- King-Kong, das Reiseschwein. Oetinger Verlag, 1989. ISBN 978-3-7891-0516-6
- King-Kong, das Geheimschwein. Oetinger Verlag, 1989. ISBN 978-3-7891-0520-3
- King-Kong, das Zirkusschwein. Oetinger Verlag, 1992. ISBN 978-3-7891-0531-9
- King-Kong, das Liebesschwein. Oetinger Verlag, 1993. ISBN 978-3-7891-0528-9
- King-Kong, das Schulschwein. Oetinger Verlag, 1995. ISBN 978-3-7891-0510-4
- King-Kong, das Krimischwein. Oetinger Verlag, 1998. ISBN 978-3-7891-0550-0
- King-Kong: Allerhand und mehr. Oetinger Verlag, 2004. ISBN 978-3-7891-3154-7
- King-Kong, das Glücksschwein. Oetinger Verlag, 2010. ISBN 978-3-7891-0727-6

Lena von Kirsten Boie
- Vielleicht ist Lena in Lennart verliebt. Oetinger Verlag, 1994. ISBN 978-3-7891-0503-6
- Lena zeltet Samstag nacht. Oetinger Verlag, 1996. ISBN 978-3-7891-0522-7
- Lena hat nur Fußball im Kopf. Oetinger Verlag, 1997. ISBN 978-3-7891-0529-6
- Lena findet Fan-Sein gut. Oetinger Verlag, 1997. ISBN 978-3-7891-0536-4
- Lena möchte immer reiten. Oetinger Verlag, 1998. ISBN 978-3-7891-0543-2
- Zum Glück hat Lena die Zahnspange vergessen. Oetinger Verlag, 2000. ISBN 978-3-7891-0548-7
- Lena: Allerhand und mehr. Oetinger Verlag, 2002. ISBN 978-3-7891-3142-4
- Lena fährt auf Klassenreise. Oetinger Verlag, 2004. ISBN 978-3-7891-3157-8
- Lena wünscht sich ein Handy. Oetinger Verlag, 2005. ISBN 978-3-7891-0613-2
- Lena hat eine Tierkümmerbande. Oetinger Verlag, 2006. ISBN 978-3-7891-0628-6

Linnea von Kirsten Boie
- Linnea klaut Magnus die Zauberdose. Oetinger Verlag, 1999. ISBN 978-3-7891-0558-6
- Linnea will Pflaster. Oetinger Verlag, 1999. ISBN 978-3-7891-1139-6
- Linnea geht nur ein bißchen verloren. Oetinger Verlag, 1999. ISBN 978-3-7891-6335-7
- Linnea findet einen Waisenhund. Oetinger Verlag, 2000. ISBN 978-3-7891-1148-8
- Linnea rettet Schwarzer Wuschel. Oetinger Verlag, 2000. ISBN 978-3-7891-3136-3
- Linnea macht Sperrmüll. Oetinger Verlag, 2001. ISBN 978-3-7891-1151-8
- Linnea macht Sachen. Oetinger Verlag, 2002. ISBN 978-3-7891-3147-9
- Linnea schickt eine Flaschenpost. Oetinger Verlag, 2003. ISBN 978-3-7891-1170-9
- Linnea: Allerhand und mehr. Oetinger Verlag, 2005. ISBN 978-3-7891-3160-8

Albert von Kirsten Boie
- Albert geht schlafen. Oetinger Verlag, 2004. ISBN 978-3-7891-7629-6
- Albert macht Quatsch. Oetinger Verlag, 2004. ISBN 978-3-7891-7630-2
- Albert ist eine Katze. Oetinger Verlag, 2005. ISBN 978-3-7891-7638-8
- Albert spielt Verstecken. Oetinger Verlag, 2005. ISBN 978-3-7891-7640-1

Weihnachtskrimi von Jo Pestum
- Drei Könige auf Abwegen. Ein Weihnachtskrimi in 24 Kapiteln. Arena Verlag, 1998. ISBN 978-3-401-04853-6
- Die rätselhaften Nikoläuse. Ein Weihnachtskrimi in 24 Kapiteln. Arena Verlag, 1999. ISBN 978-3-401-04968-7

Weihnachtskrimi von Wolfram Hänel
- Der große Weihnachtsklau: Ein Weihnachtskrimi in 24 Kapiteln. cbj Verlag, 2006. ISBN 978-3-570-13194-7
- Drei Engel für den Weihnachtsmann: Ein Weihnachtskrimi in 24 Kapiteln. cbj Verlag, 2007. ISBN 978-3-570-13307-1
- Der verschwundene Weihnachtsmann: Ein Weihnachtskrimi in 24 Kapiteln. cbj Verlag, 2008. ISBN 978-3-570-13452-8
- Ein Fall für die Weihnachtsdetektive: Ein Weihnachtskrimi in 24 Kapiteln. cbj Verlag, 2009. ISBN 978-3-570-13728-4

## Auszeichnungen
- 1993: Nominierung für den Eulenspiegelpreis[2]
- 2003: Die Kinder- und Jugendbuchliste